# Уиннинг, Томас Джозеф
Томас Джозеф Уиннинг (англ. Thomas Joseph Winning; 3 июня 1925, Уишо, Северный Ланаркшир, Соединённое королевство Великобритании и Ирландии — 17 июня 2001, Глазго, Великобритания) — шотландский кардинал. Титулярный епископ Лугмада и вспомогательный епископ с 22 октября 1971 по 23 апреля 1974. Архиепископ Глазго с 23 апреля 1974 по 17 июня 2001. Кардинал-священник с титулом церкви Сант-Андреа-делле-Фратте с 26 ноября 1994.